# Popó do Ilê Aiyê
Apolônio Souza de Jesus Filho, nasceu em Salvador, era carinhosamente chamado de Popó. Após fundar o primeiro bloco afro do Brasil, Ilê Aiyê, junto com Vovô do Ilê, passou a ser conhecido como Popó do Ilê.

## Biografia
Nasceu em 18 de março de1952, cresceu na periferia de Salvador, e durante sua juventude, junto com amigos do Curuzu, entre eles Antônio Carlos dos Santos Vovô, resolveram fundar um bloco específico para a população negra da capital baiana.
Popó do Ilê trabalhava como promotor e guia de excussões. Ligado também a atividades da cultura negra de Salvador, militando contra o racismo presente na sociedade. Sendo um grande ativistado do movimento negro durante o período da Ditadura militar brasileira.
Sua luta hoje é reconhecida através de uma homenagem no bairro do Curuzu, local onde cresceu e fundou o bloco. A homenagem está em forma de busto batizado de “Popó, herói negro da Liberdade”. 
Popó morreu em 16 de novembro de 1992, no ano de comemoração dos 18 anos do bloco Ilê Aiyê.